# Georg Johnsson
Georg Johnsson (n. 2 martie 1902, Brunflo⁠(d), Comitatul Jämtland, Suedia – d. 31 mai 1960) a fost un ciclist suedez, medaliat olimpic. A participat la o ediție a Jocurilor Olimpice (1928) în care a câștigat o medalie de bronz.

## Participări
Lista de mai jos prezintă principalele competiții la care a participat Georg Johnsson de-a lungul carierei.
- cycling at the 1928 Summer Olympics – men's team road race[*]